# Predsednik Irana
Predsednik Islamske republike Iran (perzijsko: رئیس‌جمهور ایران Rayis Jomhur-e Irān) je vodja vlade Islamske republike Iran. Je najvišji uradnik v državi, a je še vedno odgovoren vrhovnemu voditelju države. Ta ga lahko tudi kadarkoli razreši. Kljub temu, da je vodja izvršilne oblasti, nima popolne oblasti nad vlado, saj je nad njo še vedno vrhovni voditelj.
Predsednika se voli neposredno, mandat pa traja štiri leta. Mandat lahko ponovi zgolj enkrat oz. ne sme vladati več kot osem let.

## Seznam predsednikov
| Prva ustava (1979-1989)      | Prva ustava (1979-1989)  | Prva ustava (1979-1989) | Prva ustava (1979-1989) | Prva ustava (1979-1989)               | Prva ustava (1979-1989) |
| #                            | Ime                      | Ime                     | Mandat                  | Mandat                                | Stranka                 |
| #                            | Ime                      | Ime                     | Začetek                 | Konec                                 | Stranka                 |
| ---------------------------- | ------------------------ | ----------------------- | ----------------------- | ------------------------------------- | ----------------------- |
| 1.                           | Abolhasan Banisadr       |                         | 4. februar 1980         | 22. junij 1981                        | neodvisen               |
| 2.                           | Mohamad-Ali Radžaj       |                         | 2. avgust 1981          | 30. avgust 1981 †                     | IRP                     |
| 3.                           | Ali Khamenei             |                         | 13. oktober 1981        | 3. avgust 1989                        | IRP CCA                 |
| Druga ustava (1989 - danes ) |                          |                         |                         |                                       |                         |
| 4.                           | Akbar Hashemi Rafsanjani |                         | 3. avgust 1989          | 3. avgust 1997                        | CCA                     |
| 5.                           | Mohammad Hatami          |                         | 3. avgust 1997          | 3. avgust 2005                        | ACC                     |
| 6.                           | Mahmud Ahmadinedžad      |                         | 3. avgust 2005          | 3. avgust 2013                        | ABII                    |
| 7.                           | Hasan Rouhani            |                         | 3. avgust 2013          | 19. junij 2021                        | MDP                     |
| 8.                           | Ebrahim Raisi            |                         | 19. junij 2021          | 19 maj 2024 † (helikopterska nesreča) |                         |
| 9.                           | Masud Pezeškian          |                         | 28 julij 2024           |                                       |                         |